# Jewgeni Alexandrowitsch Mrawinski

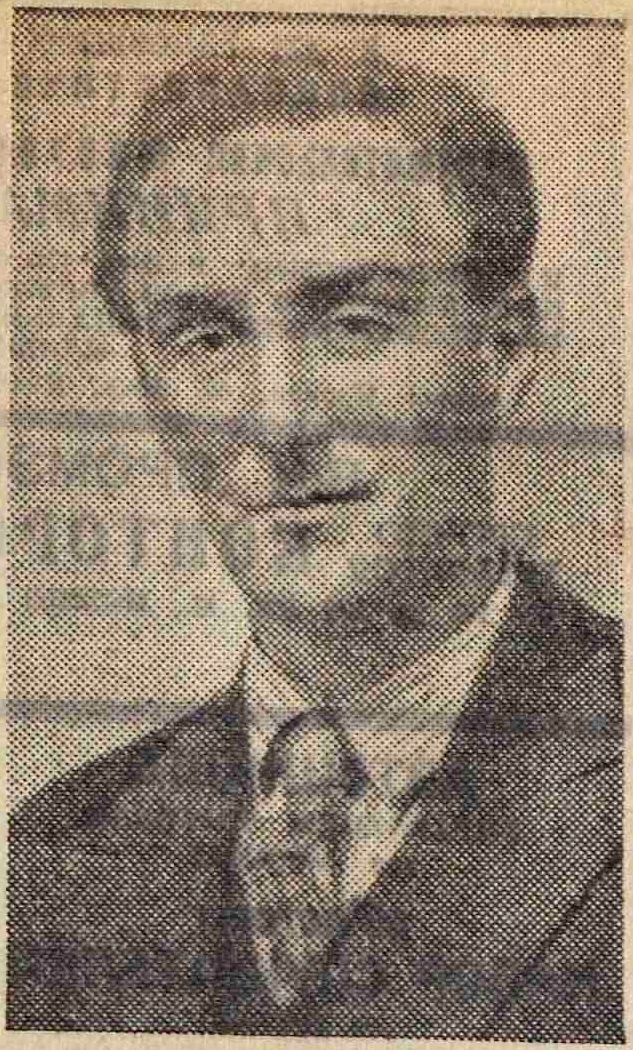
Jewgeni Mrawinski

Jewgeni Alexandrowitsch Mrawinski (russisch Евгений Александрович Мравинский, wiss. Transliteration Evgenij Alexandrovič Mravinskij; * 22. Maijul. / 4. Juni 1903greg. in Sankt Petersburg; † 19. Januar 1988 in Leningrad) gilt als einer der bedeutendsten russischen Dirigenten zur Zeit der Sowjetunion.

## Leben
Mrawinski entstammte einer wohlhabenden, musikinteressierten Sankt Petersburger Familie, die nach der Oktoberrevolution von 1917 verarmte. Nach dem Tod seines Vaters im Jahr 1918 waren er und seine Mutter gezwungen, ihren Lebensunterhalt selbst zu verdienen. Daher brach er 1920 sein naturwissenschaftliches Studium an der Petrograder Universität ab und arbeitete 1921–1931 als Korrepetitor an der Staatlichen Ballettschule des Mariinski-Theaters, in dessen Nähe er wohnte. Parallel dazu studierte er am Leningrader Konservatorium Komposition bei Wladimir Schtscherbatschow und Dirigieren bei Nikolai Malko und Alexander Gauk. Von 1931 bis 1937 war er Assistent und Ballettdirigent am Großen Operntheater, dem Mariinski-Theater (1934–1992 Kirov-Theater). Nach dem Gewinn eines Dirigentenwettbewerbs 1938 wurde Mrawinski zum Musikdirektor der Leningrader Philharmoniker (heute: Sankt Petersburger Philharmoniker) ernannt, ein Posten, den er bis zu seinem Tod 1988 behielt. In diesen fast 50 Jahren formte der legendäre Dirigent die Philharmoniker zu einem der besten Orchester der Welt. 1979 wurde er mit dem Arthur-Nikisch-Preis ausgezeichnet.
Jewgeni Mrawinski dirigierte die Uraufführungen vieler Werke von Dmitri Schostakowitsch. Mit dem Komponisten, der ihm seine 8. Sinfonie widmete, verband ihn vor allem ein gemeinsames Verständnis von Musik, aber auch die kritische Haltung gegenüber dem Sowjetsystem. Mrawinskis Interpretation der Werke Schostakowitschs gelten als maßgebend. Beide waren eng befreundet, bis es 1962 zum Zerwürfnis zwischen ihnen kam, weil Mrawinski sich weigerte, Schostakowitschs 13. Sinfonie in b-Moll zu dirigieren. Das Werk mit dem Namen „Babi Jar“ wurde von offizieller Seite kritisiert, da es politisch missliebige Gedichte von Jewgeni Jewtuschenko vertonte, in denen auch der russische Antisemitismus thematisiert wurde.
Legendär sind auch Mrawinskis Schallplatten-Einspielungen der Sinfonien Pjotr Iljitsch Tschaikowskis, die sich durch eine bemerkenswerte Frische und Werktreue auszeichnen und den Gegenpol zur oftmals gefühlsüberladenen Interpretation westlicher Dirigenten darstellen.
Jewgeni Mrawinski war gläubig, aber nicht streng religiös und zeigte seinen Glauben auch nicht nach außen hin. Er war dreimal verheiratet, hatte aber keine Kinder. Bestattet ist er auf dem Bogoslowskoje-Friedhof in Sankt Petersburg.